# 닭싸움 (드라마)
《닭싸움》은 2001년 6월 15일에 MBC에서 방영한 베스트극장이다.

## 등장 인물

### 주요 인물
- 박순천 : 순영 역
- 임예진

### 그 외 인물
- 남포동
- 김석옥
- 김명희
- 박광정
- 이재포
- 최범호
- 서혜린
- 김성희
- 권인선
- 현숙희
- 고용화
- 김창준
- 강지오
- 함신영
- 조명진
- 장혜진 (아역)
- 박귀성 (아역)
- 김화영 (아역)